# Heimberg (Naturschutzgebiet)
Das Naturschutzgebiet Heimberg mit einer Größe von 32,93 ha liegt auf dem Gebiet der Stadt Meßstetten unmittelbar nördlich des Ortsteils Unterdigisheim im Tal der Oberen Bära im Regierungsbezirk Tübingen. Das Gebiet wurde am 6. November 1987 als Naturschutzgebiet (NSG) ausgewiesen.

## Schutzzweck
Schutzzweck ist die Erhaltung und Weiterentwicklung der Wacholderheiden, der Magerwiesen, der Feuchtgebiete und der Sukzessionsflächen als Lebensraum zahlreicher vom Aussterben bedrohter Tier‑ und Pflanzenarten.